# Zealandia
Pour les articles homonymes, voir Zealandia (homonymie).
Zealandia, aussi appelé Zélandia ou continent Nouvelle-Zélande, est un bloc continental d'environ 3 500 km de long sur 1 300 km de large[réf. nécessaire], presque entièrement submergé, dont les terres encore émergées forment principalement la Nouvelle-Zélande et la Nouvelle-Calédonie.
Le nom « Zealandia » a été proposé en avril 1995 par Bruce P. Luyendyk.

## Géographie

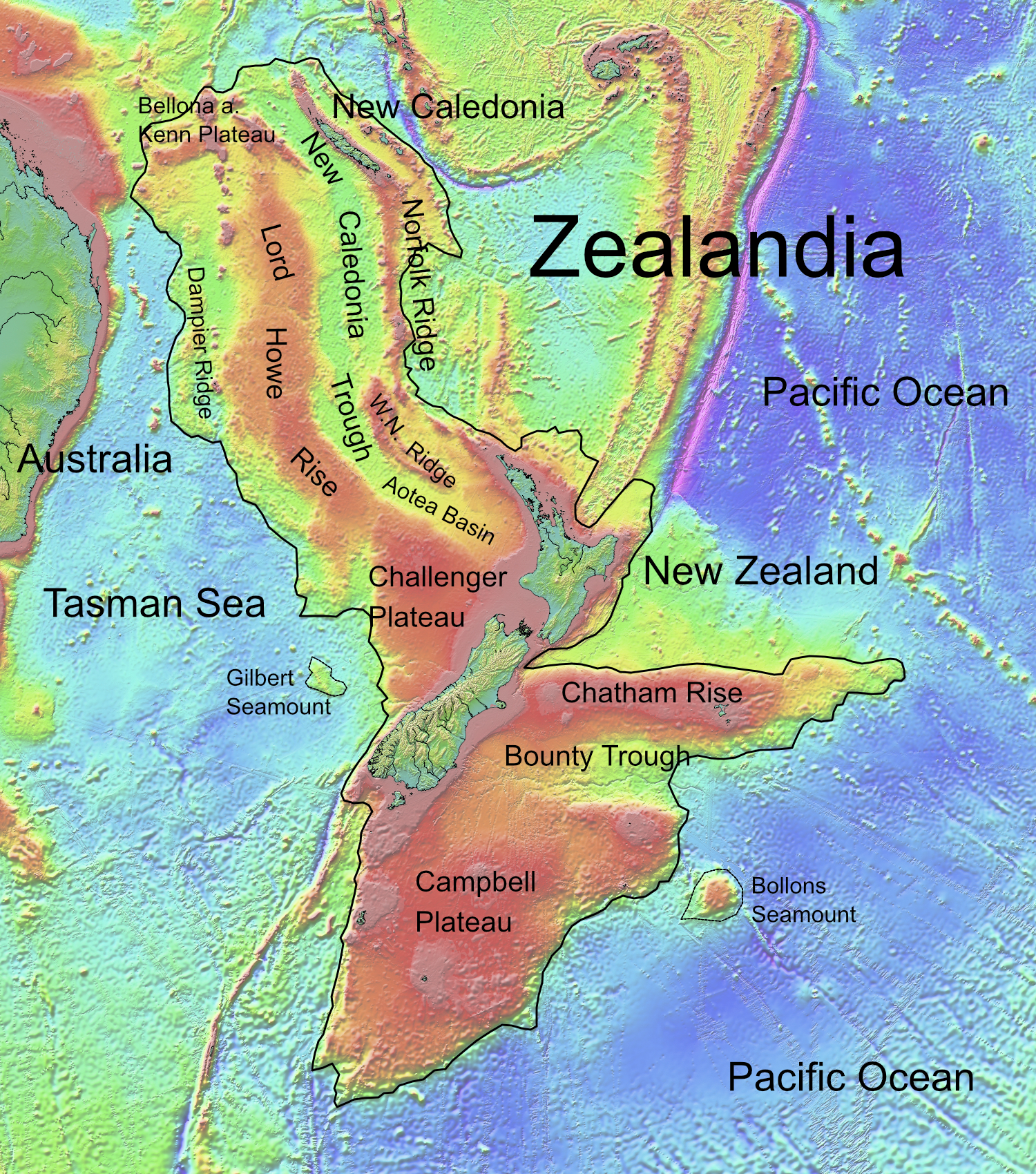
Topographie de Zealandia. À l'instar de l'Australie (à gauche), les Fidji ou Vanuatu (en haut), les dorsales océaniques s'étendant nord-nord-est et sud-ouest au large de la Nouvelle-Zélande ne sont pas considérées comme faisant partie du continent.

### Géographie physique
Le paléocontinent, aujourd’hui largement submergé (à 95 %), est formé par de la croûte continentale qui s'élève au-dessus de la croûte océanique formant le fond des océans. La partie émergée de Zealandia la plus vaste est la Nouvelle-Zélande, suivie de la Nouvelle-Calédonie.
Le paléocontinent est long et étroit, s'étendant de la Nouvelle-Calédonie au nord jusqu'au-delà des îles sub-antarctiques au sud (entre 19° et 56° de latitude Sud). Sa structure est formée de deux chaînes parallèles, courant du Nord-Nord-Ouest (plateau de Kenn (en) et Nouvelle-Calédonie) au Sud-Sud-Est (plateau de Chatham et plateau de Campbell), séparées par un fossé d'effondrement (« plaines » de Nouvelle Calédonie et de Bounty) ; l'ensemble étant barré par la formation alpine récente émergée qu'est la Nouvelle-Zélande, de direction générale NNE-SSE.
Les crêtes des chaînes sous-marines s'élèvent au-dessus du plancher océanique jusqu'à des profondeurs de 1 000 à 1 500 mètres, avec de rares îles rocheuses s'élevant au-dessus du niveau de la mer.
Zealandia a une superficie de 4 900 000 km2, supérieure à celles de l'Afrique du Nord (Algérie, Maroc et Tunisie) et de la Libye rassemblées, à celles de la Russie européenne, de la Biélorussie et de l'Ukraine réunies, ou quasiment égale aux deux tiers de l'Australie (7,69 × 1012 m2).
C'est le plus grand des microcontinents, faisant près de quatre fois le microcontinent suivant, également submergé, le plateau de Kerguelen (1,25 × 1012 m2) ; et près de huit fois Madagascar (0,6 × 1012 m2). À ce titre, on peut le présenter comme un continent à part entière, ce qui est l'argument présenté par des géologues australiens et néo-zélandais,,.
Les majeures parties immergées de Zealandia sont le plateau Lord Howe, le plateau Challenger, le plateau de Campbell, la ride de Norfolk, le plateau de Hikurangi (en) et le plateau de Chatham. Mais aussi des régions plus petites comme le plateau de Louisiade (en), la ride de Mellish, le plateau de Kenn (en), le plateau de Chesterfield, la ride de Dampier. Le mont sous-marin Gilbert (au nord-ouest de Fiordland), bien qu'isolé, fait aussi partie de Zealandia, par contre la façon dont le mont sous-marin Bollons (sud des îles Chatham) est connecté à Zealandia reste inconnue.

### Biogéographie
La Nouvelle-Calédonie se situe à l'extrémité nord du paléocontinent, tandis que la Nouvelle-Zélande s'élève sur la faille alpine qui sépare la plaque pacifique de la plaque australienne. Ces masses de terre sont deux avant-postes de la flore antarctique, comme des Araucaria et des Podocarpaceae.

### Divisions politiques

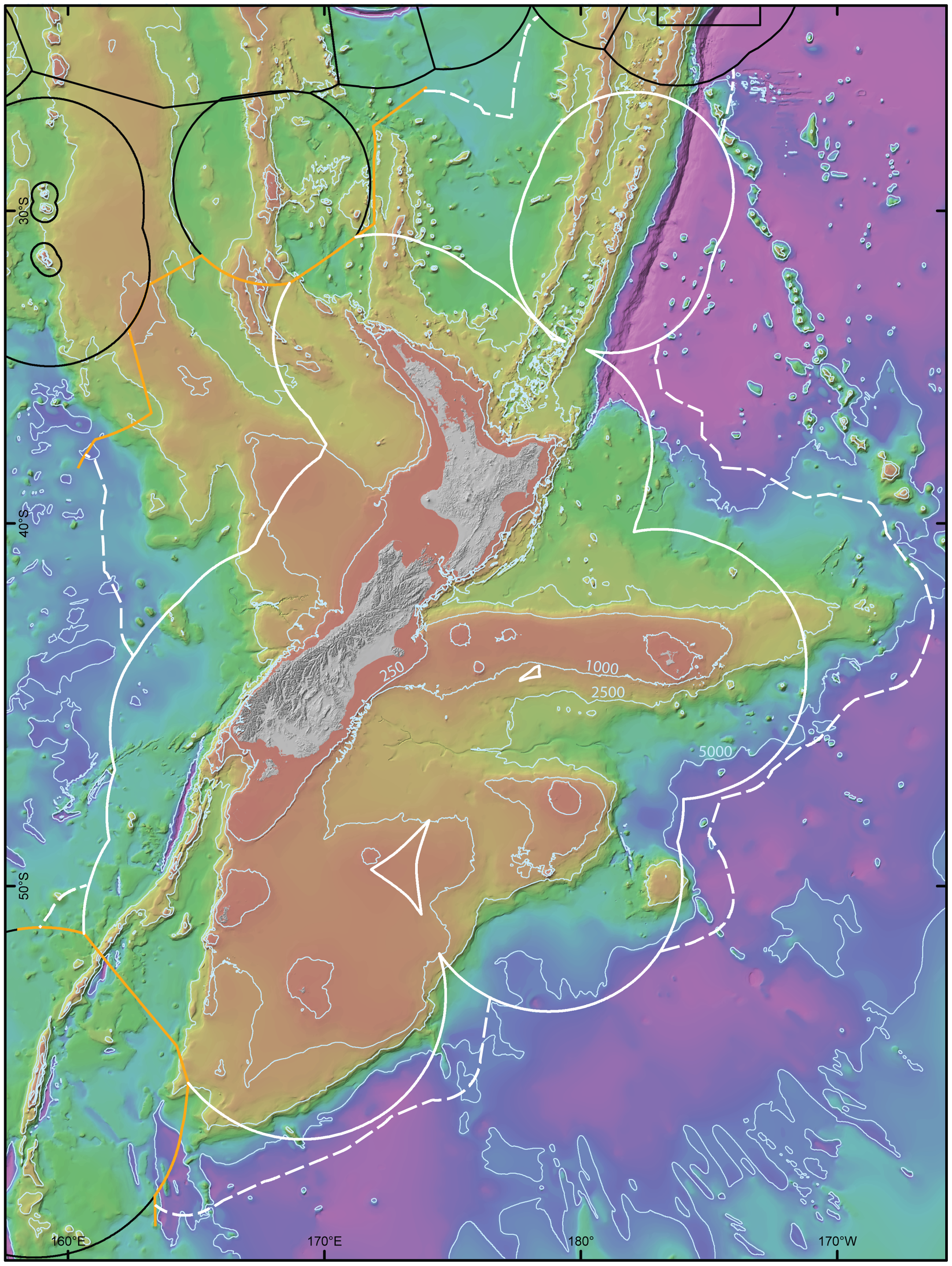
Zone économique exclusive de la Nouvelle-Zélande et limite du plateau continental de Zélandia.

- France/Nouvelle-Calédonie et les îles environnantes : 18 986 km2 (6,624 %)
- Nouvelle-Zélande : 267 610 km2 (93,364 %), comprenant la partie continentale et les îles environnantes (îles des Antipodes, îles Auckland, îles Bounty, îles Campbell et îles Chatham)
- Île Norfolk et île Lord Howe (Australie) : 35 km2 (0,012 %)

Superficie totale : 286 630 km2.

### Économie
Zealandia est un lieu important pour la pêche côtière et contient le plus grand champ gazier de Nouvelle-Zélande, près de Taranaki. Des permis d'exploration pétrolière pour le Great South Basin ont été délivrés en 2007. Les ressources minérales du plateau comprennent du sable ferreux, des sulfures volcaniques et des gisements de nodules de ferromanganèse.

### Plateau continental
L'existence d'un plateau continental constitue un enjeu juridique par rapport à la convention des Nations-Unies sur le droit de la mer. En effet, l'existence d'un « plateau continental » permet d'étendre l'exclusivité de l'exploitation des fonds marins et sous-sols sur ce plateau, dans la limite de 350 milles nautiques.

## Géologie

Carte de la partie sud de Zealandia montrant la faille alpine.

Le bloc de croûte continentale qui constitue Zealandia s'est affaissé après le détachement de l'Australie il y a 60 à 85 Ma et de l'Antarctique il y a 130 à 85 Ma. La majeure partie de ce paléocontinent est aujourd'hui immergée sous l'océan Pacifique.
Zealandia est composée de deux crêtes presque parallèles, séparées par un rift. Les crêtes sont constitués de roches continentales, mais sont plus faibles en altitude que les continents car la croûte est plus mince que d'habitude (seulement environ 20 kilomètres d'épaisseur), et par conséquent ne flottent pas aussi haut sur le manteau.
La caractéristique la plus frappante de Zealandia sur le plan géologique est de se situer à cheval entre la plaque pacifique et la plaque australienne.
Il y a environ 25 millions d'années, la partie sud de Zealandia (sur la plaque pacifique) a commencé à bouger par rapport à la partie nord (sur la plaque australienne). Le déplacement d'environ 500 km le long de la faille alpine (en) est visible sur les cartes géologiques. Le mouvement le long de cette limite de plaque a également empêché le prolongement du bassin de Nouvelle-Calédonie vers la fosse de Bounty.
La croûte continentale était complètement submergée il y a près de 23 millions d'années, et la plus grande partie (93 %) reste à ce jour sous la surface de l'océan Pacifique.
La compression le long de la limite de plaque a élevé les Alpes du Sud, bien qu'en raison de l'érosion rapide leur hauteur actuelle ne reflète qu'une petite fraction du soulèvement. Plus au nord, la subduction de la plaque Pacifique a conduit à un volcanisme actif, au Coromandel et dans la zone volcanique de Taupo.
L'activité volcanique sur Zealandia a également eu lieu à plusieurs reprises dans différentes parties du fragment de continent, avant, pendant et après son détachement du supercontinent Gondwana. Bien que Zealandia se soit déplacée de 6 000 km vers le nord-ouest, la composition du magma volcanique est similaire à celle des volcans de l'Antarctique et de l'Australie car le manteau sous-jacent est le même.
Ce volcanisme est très répandu sur Zealandia, mais généralement de faible volume, en dehors du volcan bouclier de la fin du Miocène qui s'est développé sur la péninsule de Banks et d'Otago. En outre, il a eu lieu en permanence dans de nombreuses régions limitées, tout au long du Crétacé et du Cénozoïque. Toutefois, ses causes sont encore débattues. Pendant le Miocène, la section nord de Zealandia (plateau de Lord Howe) pourrait avoir glissé sur un point chaud fixe, formant la chaîne de montagnes sous-marines de Lord Howe.

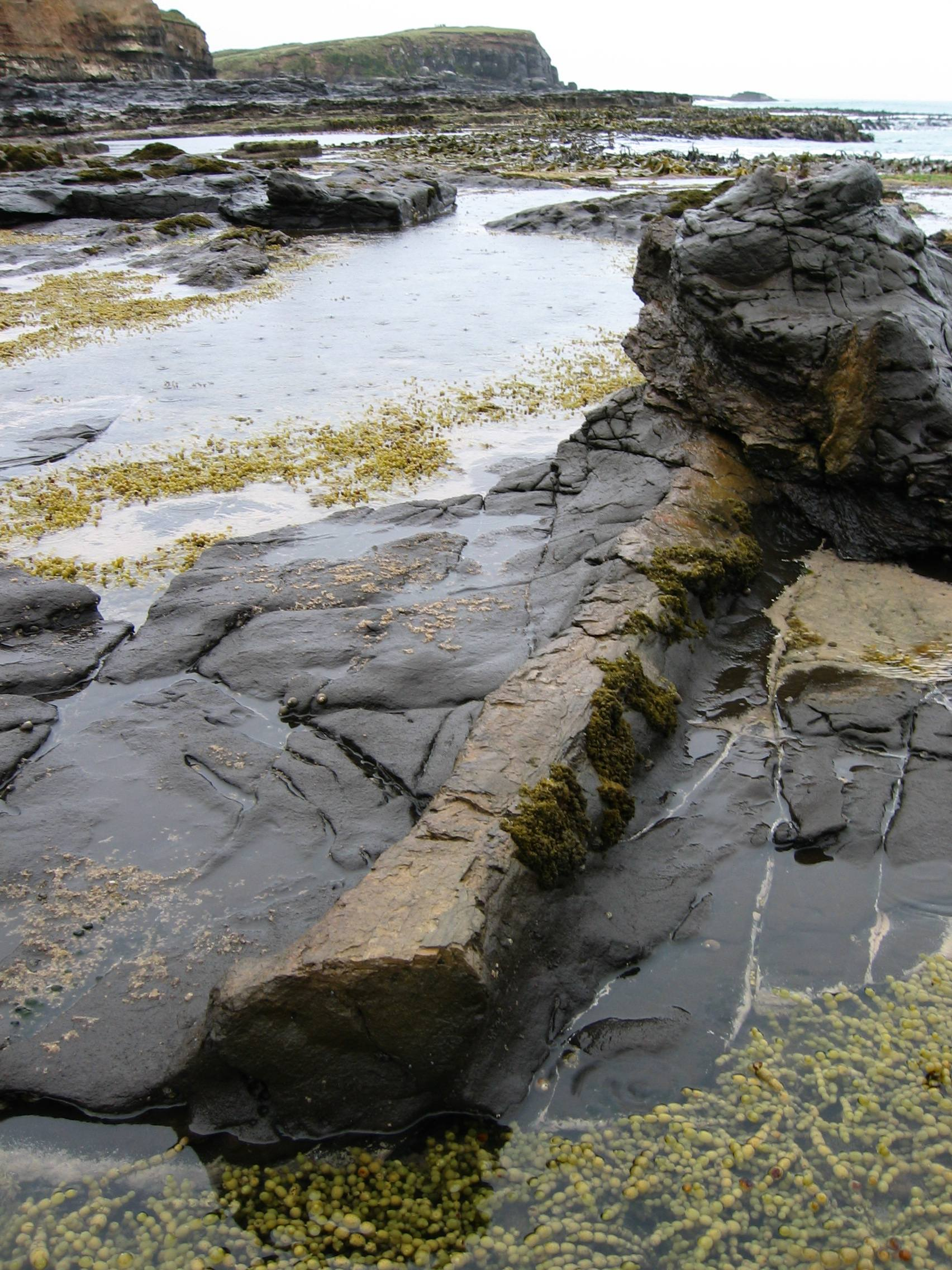
Bois pétrifié à Curio Bay.

À Curio Bay, on peut voir une forêt pétrifiée d'arbres de la famille des Kauri et des pins de Norfolk, qui poussaient sur Zealandia il y a environ 180 millions d'années lors de la période Jurassique, avant que la Zealandia se sépare du Gondwana. Ils ont été enterrés par les coulées de boue volcanique et peu à peu remplacés par de la silice pour produire les fossiles aujourd'hui exposés sur la plage.
Pendant les périodes glaciaires l'environnement terrestre prend le pas sur l'environnement marin. Zealandia ne semblait pas posséder de mammifères endémiques, mais une découverte récente en 2006 d'une mâchoire fossile de mammifère du Miocène dans la région d'Otago démontre le contraire.